# 上下位關係

上下位關係的一个例子

在语言学中，上下位關係是指一个子类型的下位詞与一个父类型的上位詞之间的语义关系。在語義場中，下位詞被包含於上位詞，例如：鸽子、乌鸦、老鹰和海鸥都是鸟类的下位詞，鳥類是它們的上位詞；而鸟类本身是又是动物的下位詞，動物又是鳥類的上位詞。
下位詞與分體詞的區別是，下位詞指的是某事物的子类型。分体词指的是某事物的一部分。例如，树的下位詞是松树或橡树（树的一种类型），但树的分体词是树皮或树叶（树的一部分）。